# Notosemus inornatus
Notosemus inornatus är en stekelart som beskrevs av Gokhman 1993. Notosemus inornatus ingår i släktet Notosemus och familjen brokparasitsteklar. Inga underarter finns listade i Catalogue of Life.